# Wilga kapturowa
Wilga kapturowa (Oriolus brachyrynchus) – gatunek ptaka z rodziny wilgowatych (Oriolidae), występujący w Afryce Subsaharyjskiej. Nie jest zagrożony wyginięciem.
Występowanie
Wilga kapturowa obserwowana była w niemal wszystkich krajach środkowoafrykańskich i położonych nad Zatoką Gwinejską: Angoli, Beninie, Kamerunie, Republice Środkowoafrykańskiej, Republice Konga, Demokratycznej Republice Konga, Wybrzeżu Kości Słoniowej, Gwinei Równikowej, Gabonie, Ghanie, Gwinei, Gwinei-Bissau, Kenii, Liberii, Nigerii, Sierra Leone, Sudanie, Tanzanii, Togo i Ugandzie.
Podgatunki
Wyróżniono dwa podgatunki O. brachyrynchus:
- O. brachyrynchus brachyrynchus – wilga kapturowa – Gwinea Bissau do Togo i Beninu
- O. brachyrynchus laetior – wilga szaroskrzydła – Nigeria do zachodniej Kenii, południowo-środkowej Demokratycznej Republiki Konga i północnej Angoli

Sugeruje się, że takson laetior różni się genetycznie od brachyrynchus na tyle, że zasługuje na wydzielenie do osobnego gatunku, w dodatku jest bliżej spokrewniony z wilgą grubodziobą (O. crassirostris) z Wyspy Świętego Tomasza.
Morfologia
Długość ciała około 21 cm; masa ciała 42–57 g.
Środowisko
Jej środowiskiem naturalnym są sawanny oraz wilgotne lasy strefy międzyzwrotnikowej.
Status
IUCN uznaje wilgę kapturową za gatunek najmniejszej troski (LC, Least Concern) nieprzerwanie od 1988 roku. Liczebność światowej populacji nie została oszacowana, ale według opisów ptak ten nie jest rzadki, a gdzieniegdzie jest pospolity. Trend liczebności populacji uznawany jest za stabilny.